# Paradise River (Terre-Neuve-et-Labrador)
Paradise River est une petite communauté non organisée située au centre-est du Labrador, dans la partie continentale de la province de Terre-Neuve-et-Labrador au Canada, à 34 kilomètres au sud-ouest de Cartwright à vol d'oiseau.
La communauté a une population d'une quinzaine de personnes variant selon les saisons.

## Histoire
Paradise River a été fondée en 1775 par George Cartwright. La ville était à l'origine reconnue comme la plaque tournante de la baie Sandwich. Les habitants de Paradise River ont participé à la pêche à la morue et au saumon pendant les mois d'été et au piégeage et à la chasse à la fourrure en hiver. Aujourd'hui, Paradise River est connue comme une communauté très pittoresque avec une abondance de faune, de poissons et de potentiel forestier.

## Géographie

### Situation
L'établissement de Paradise River s'étire le long de la rive droite de la rivière Paradise (anglais : Paradise River) (rivière du Paradis) sur environ 2,3 km de côtes juste en amont de l'embouchure.
La rivière Paradise fait un dernier coude à angle droit vers le nord-ouest au niveau des rapides Salt Water, passe devant Paradise River et rejoint au niveau de la pointe Paradise (anglais : Paradise Point) le bras Paradise (anglais : Paradise Arm) au fond de la baie Sandwich, une baie profonde sur la côte est du Labrador ouvrant sur la mer du Labrador.

### Climat
Malgré la latitude, le climat est subarctique humide, du fait du refroidissement induit par le courant du Labrador conjugué à l'influence de la dépression d'Islande. Les hauteurs de neige sont très importantes. La taïga est le biome dominant du Labrador.

## Voies de communication
La route 510 (route Translabradorienne) contourne le bassin supérieur de la rivière Paradise, en partant de Port Hope Simpson vers le nord-ouest, puis vers le sud-ouest au niveau de l'embranchement de la route 516 non loin du pont franchissant la rivière Paradise (53° 04′ 24″ N, 57° 32′ 24″ O) en direction de Labrador City et du reste du Canada.
La route 516 se dirige vers le nord-est en suivant le cours de la rivière Paradise de quelques centaines de mètres à quelques kilomètres de distance à l'est, et dessert les communautés de Paradise River (via une petite route de désenclavement traversant l'ancien aéroport de Paradise River) et de Cartwright plus à l'est sur la rive sud de la baie Sandwich.